# Big fat mama
Big fat mama is een single van Long Tall Ernie and the Shakers en werd geschreven door zanger Arnie Treffers. Het nummer is niet afkomstig van een regulier album van de band. Later kwam het wel op verzamelalbums voor. Het Elvis Presleyachtige lied haalde hitparades van Nederland en België.

## Musici
- Arnie Treffers – zang
- Alfons Haket – gitaar
- Henk Bruysten – basgitaar
- Jan Rietman – toetsinstrumenten
- Alan Macfarlane – slagwerk

## Hitnotering

### Nederlandse Top 40
| Hitnotering: week 48/1973 t/m week 4/1974 | Hitnotering: week 48/1973 t/m week 4/1974 | Hitnotering: week 48/1973 t/m week 4/1974 | Hitnotering: week 48/1973 t/m week 4/1974 | Hitnotering: week 48/1973 t/m week 4/1974 | Hitnotering: week 48/1973 t/m week 4/1974 | Hitnotering: week 48/1973 t/m week 4/1974 | Hitnotering: week 48/1973 t/m week 4/1974 | Hitnotering: week 48/1973 t/m week 4/1974 | Hitnotering: week 48/1973 t/m week 4/1974 | Hitnotering: week 48/1973 t/m week 4/1974 |
| Week:                                     | 1                                         | 2                                         | 3                                         | 4                                         | 5                                         | 6                                         | 7                                         | 8                                         | 9                                         |                                           |
| ----------------------------------------- | ----------------------------------------- | ----------------------------------------- | ----------------------------------------- | ----------------------------------------- | ----------------------------------------- | ----------------------------------------- | ----------------------------------------- | ----------------------------------------- | ----------------------------------------- | ----------------------------------------- |
| Positie:                                  | 35                                        | 27                                        | 16                                        | 13                                        | 11                                        | 14                                        | 26                                        | 35                                        | 39                                        | uit                                       |

### NederlandseDaverende 30
| Hitnotering: 8-12-1973 t/m 18-1-1974 | Hitnotering: 8-12-1973 t/m 18-1-1974 | Hitnotering: 8-12-1973 t/m 18-1-1974 | Hitnotering: 8-12-1973 t/m 18-1-1974 | Hitnotering: 8-12-1973 t/m 18-1-1974 | Hitnotering: 8-12-1973 t/m 18-1-1974 | Hitnotering: 8-12-1973 t/m 18-1-1974 |
| Week:                                | 1                                    | 2                                    | 3                                    | 4                                    | 5                                    |                                      |
| ------------------------------------ | ------------------------------------ | ------------------------------------ | ------------------------------------ | ------------------------------------ | ------------------------------------ | ------------------------------------ |
| Positie:                             | 28                                   | 18                                   | 15                                   | 14                                   | 22                                   | uit                                  |

### BelgischeBRT Top 30
| Hitnotering: 29-12-1973 t/m 22-2-1974 | Hitnotering: 29-12-1973 t/m 22-2-1974 | Hitnotering: 29-12-1973 t/m 22-2-1974 | Hitnotering: 29-12-1973 t/m 22-2-1974 | Hitnotering: 29-12-1973 t/m 22-2-1974 | Hitnotering: 29-12-1973 t/m 22-2-1974 | Hitnotering: 29-12-1973 t/m 22-2-1974 | Hitnotering: 29-12-1973 t/m 22-2-1974 | Hitnotering: 29-12-1973 t/m 22-2-1974 | Hitnotering: 29-12-1973 t/m 22-2-1974 |
| Week:                                 | 1                                     | 2                                     | 3                                     | 4                                     |                                       |                                       |                                       | 5                                     |                                       |
| ------------------------------------- | ------------------------------------- | ------------------------------------- | ------------------------------------- | ------------------------------------- | ------------------------------------- | ------------------------------------- | ------------------------------------- | ------------------------------------- | ------------------------------------- |
| Positie:                              | 30                                    | 27                                    | 25                                    | 24                                    | x                                     | x                                     | x                                     | 28                                    | uit                                   |